# Globoomphalotis
Globoomphalotis es un género de foraminífero bentónico normalmente considerado un subgénero de Globoendothyra, es decir, Globoendothyra (Globoomphalotis) de la subfamilia Endothyrinae, de la familia Endothyridae, de la superfamilia Endothyroidea, del suborden Fusulinina y del orden Fusulinida. Su especie tipo es Globoendothyra (Globoomphalotis) pseudosamarica. Su rango cronoestratigráfico abarca el Serpujoviense (Carbonífero inferior).

## Discusión
Clasificaciones más recientes incluyen Globoomphalotis en el suborden Endothyrina, del orden Endothyrida, de la subclase Fusulinana de la clase Fusulinata.

## Clasificación
Globoomphalotis incluye a las siguientes especies:
- Globoomphalotis omphalotiformis †, también considerado como Globoendothyra (Globoomphalotis) omphalotiformis
- Globoomphalotis pseudosamarica †, también considerado como Globoendothyra (Eogloboendothyra) pseudosamarica

Otra especie considerada en Globoomphalotis es:
- Globoomphalotis altaica †, también considerado como Globoendothyra (Globoomphalotis) altaica, de posición genérica incierta